# Macropeza fluviatilis
Macropeza fluviatilis är en tvåvingeart som först beskrevs av Meillon 1940.  Macropeza fluviatilis ingår i släktet Macropeza och familjen svidknott. Inga underarter finns listade i Catalogue of Life.